# Collegio di Tottenham
Tottenham è un collegio elettorale situato nella Grande Londra, e rappresentato alla Camera dei comuni del Parlamento del Regno Unito. Elegge un membro del parlamento con il sistema first-past-the-post, ossia maggioritario a turno unico; l'attuale parlamentare è David Lammy del Partito Laburista, che rappresenta il collegio dal 2000.

## Estensione

Tottenham dal 2010 al 2024

- 1885-1918: la parrocchia di Tottenham e le aree incluse nei borough parlamentari di Bethnal Green, Hackney, Shoreditch e Tower Hamlets.
- 1950-1974: i ward del Borgo municipale di Tottenham di Bruce Grove and Stoneleigh, Chestnuts, Green Lanes, Stamford Hill, Town Hall e West Green.
- 1974-1983: i ward del borgo londinese di Haringey di Bruce Grove, Green Lanes, High Cross, Seven Sisters, South Tottenham, Tottenham Central e West Green.
- 1983-2010: come sopra, più Coleraine, Harringay, Park e White Hart Lane.
- 2010-2024: Bruce Grove, Harringay, Northumberland Park, St Ann’s, Seven Sisters, Tottenham Green, Tottenham Hale, West Green, White Hart Lane.
- dal 2024: i ward del borgo londinese di Haringey di Bruce Castle; Hermitage and Gardens; Northumberland Park; St. Ann’s; Seven Sisters; South Tottenham; Tottenham Central; Tottenham Hale e West Green e i ward del borgo londinese di Hackney di Brownswood e Woodberry Down.

## Membri del parlamento
| Elezione | Elezione     | Deputato              | Partito               |
| -------- | ------------ | --------------------- | --------------------- |
|          | 1885         | Joseph Howard         | Conservatore          |
|          | 1906         | Percy Alden           | Liberale              |
|          | 1918         | Collegio abolito      | Collegio abolito      |
|          | 1950         | Collegio ri-istituito | Collegio ri-istituito |
|          | 1950         | Frederick Messer      | Laburista Co-Op       |
|          | 1959         | Alan Grahame Brown    | Laburista             |
|          | 1961         | Alan Grahame Brown    | Indipendente          |
|          | 1962         | Alan Grahame Brown    | Conservatore          |
|          | 1964         | Norman Atkinson       | Laburista             |
| 1987     | Bernie Grant |                       | Laburista             |
| 2000 (S) | David Lammy  |                       | Laburista             |

## Elezioni

### Elezioni negli anni 2020
| Partito                    | Partito                                | Candidato                  | Risultati 4 luglio 2024 | Risultati 4 luglio 2024 |
| Partito                    | Partito                                | Candidato                  | Voti                    | %                       |
| -------------------------- | -------------------------------------- | -------------------------- | ----------------------- | ----------------------- |
|                            | Laburista                              | David Lammy                | 23 066                  | 57,45                   |
|                            | Verde                                  | David Craig                | 7 632                   | 19,01                   |
|                            | Indipendente                           | Nandita Lal                | 2 348                   | 5,85                    |
|                            | Conservatore                           | Attic Rahman               | 2 320                   | 5,78                    |
|                            | Lib Dem                                | Hari Prabu                 | 1 928                   | 4,80                    |
|                            | Reform UK                              | Roger Gravett              | 1 602                   | 3,99                    |
|                            | Workers                                | Jennifer Obaseki           | 659                     | 1,64                    |
|                            | Rejoin EU                              | Andrew Miles               | 306                     | 0,76                    |
|                            | Popoli Cristiani                       | Amelia Allao               | 224                     | 0,56                    |
|                            | Lega Comunista                         | Pamela Holmes              | 63                      | 0,16                    |
|                            |                                        |                            |                         |                         |
| Iscritti                   | Iscritti                               | Iscritti                   | 75 906                  | 100,00                  |
| ↳ Votanti (% su iscritti)  | ↳ Votanti (% su iscritti)              | ↳ Votanti (% su iscritti)  | 40 148                  | 52,89                   |
| ↳ Astenuti (% su iscritti) | ↳ Astenuti (% su iscritti)             | ↳ Astenuti (% su iscritti) | 35 758                  | 47,11                   |
|                            |                                        |                            |                         |                         |
|                            | Esito: collegio confermato a Laburista |                            |                         |                         |

### Elezioni negli anni 2010
| Partito                    | Partito                                | Candidato                  | Risultati 12 dicembre 2019 | Risultati 12 dicembre 2019 |
| Partito                    | Partito                                | Candidato                  | Voti                       | %                          |
| -------------------------- | -------------------------------------- | -------------------------- | -------------------------- | -------------------------- |
|                            | Laburista                              | David Lammy                | 35 621                     | 76,02                      |
|                            | Conservatore                           | James Newhall              | 5 446                      | 11,62                      |
|                            | Lib Dem                                | Tammy Palmer               | 3 168                      | 6,76                       |
|                            | Verdi                                  | Emma Chan                  | 1 873                      | 4,00                       |
|                            | Brexit                                 | Abdul Turay                | 527                        | 1,12                       |
|                            | SDP                                    | Andrew Bence               | 91                         | 0,19                       |
|                            | Rivoluzionario dei Lavoratori          | Frank Sweeney              | 88                         | 0,19                       |
|                            | Lega Comunista                         | Jonathan Silberman         | 42                         | 0,09                       |
|                            |                                        |                            |                            |                            |
| Iscritti                   | Iscritti                               | Iscritti                   | 75 740                     | 100,00                     |
| ↳ Votanti (% su iscritti)  | ↳ Votanti (% su iscritti)              | ↳ Votanti (% su iscritti)  | 46 856                     | 61,86                      |
| ↳ Astenuti (% su iscritti) | ↳ Astenuti (% su iscritti)             | ↳ Astenuti (% su iscritti) | 28 884                     | 38,14                      |
|                            |                                        |                            |                            |                            |
|                            | Esito: collegio confermato a Laburista |                            |                            |                            |

| Partito                    | Partito                                | Candidato                  | Risultati 8 giugno 2017 | Risultati 8 giugno 2017 |
| Partito                    | Partito                                | Candidato                  | Voti                    | %                       |
| -------------------------- | -------------------------------------- | -------------------------- | ----------------------- | ----------------------- |
|                            | Laburista                              | David Lammy                | 40 249                  | 81,58                   |
|                            | Conservatore                           | Myles Stacey               | 5 665                   | 11,48                   |
|                            | Lib Dem                                | Brian Haley                | 1 687                   | 3,42                    |
|                            | Verdi                                  | Jarelle Francis            | 1 276                   | 2,59                    |
|                            | UKIP                                   | Patricia Rumble            | 462                     | 0,94                    |
|                            |                                        |                            |                         |                         |
| Iscritti                   | Iscritti                               | Iscritti                   | 72 884                  | 100,00                  |
| ↳ Votanti (% su iscritti)  | ↳ Votanti (% su iscritti)              | ↳ Votanti (% su iscritti)  | 49 339                  | 67,70                   |
| ↳ Astenuti (% su iscritti) | ↳ Astenuti (% su iscritti)             | ↳ Astenuti (% su iscritti) | 23 545                  | 32,30                   |
|                            |                                        |                            |                         |                         |
|                            | Esito: collegio confermato a Laburista |                            |                         |                         |

| Partito                    | Partito                                | Candidato                  | Risultati 7 maggio 2015 | Risultati 7 maggio 2015 |
| Partito                    | Partito                                | Candidato                  | Voti                    | %                       |
| -------------------------- | -------------------------------------- | -------------------------- | ----------------------- | ----------------------- |
|                            | Laburista                              | David Lammy                | 28 654                  | 67,33                   |
|                            | Conservatore                           | Stefan Mrozinski           | 5 090                   | 11,96                   |
|                            | Verdi                                  | Dee Searle                 | 3 931                   | 9,24                    |
|                            | Lib Dem                                | Turhan Ozen                | 1 756                   | 4,13                    |
|                            | UKIP                                   | Tariq Saeed                | 1 512                   | 3,55                    |
|                            | TUSC                                   | Jenny Sutton               | 1 324                   | 3,11                    |
|                            | Peace                                  | Tania Mahmood              | 291                     | 0,68                    |
|                            |                                        |                            |                         |                         |
| Iscritti                   | Iscritti                               | Iscritti                   | 70 803                  | 100,00                  |
| ↳ Votanti (% su iscritti)  | ↳ Votanti (% su iscritti)              | ↳ Votanti (% su iscritti)  | 42 558                  | 60,11                   |
| ↳ Astenuti (% su iscritti) | ↳ Astenuti (% su iscritti)             | ↳ Astenuti (% su iscritti) | 28 245                  | 39,89                   |
|                            |                                        |                            |                         |                         |
|                            | Esito: collegio confermato a Laburista |                            |                         |                         |

| Partito                    | Partito                                | Candidato                  | Risultati 6 maggio 2010 | Risultati 6 maggio 2010 |
| Partito                    | Partito                                | Candidato                  | Voti                    | %                       |
| -------------------------- | -------------------------------------- | -------------------------- | ----------------------- | ----------------------- |
|                            | Laburista                              | David Lammy                | 24 128                  | 59,30                   |
|                            | Lib Dem                                | David Schmitz              | 7 197                   | 17,69                   |
|                            | Conservatore                           | Sean Sullivan              | 6 064                   | 14,90                   |
|                            | TUSC                                   | Jenny Sutton               | 1 057                   | 2,60                    |
|                            | Verdi                                  | Anne Gray                  | 980                     | 2,41                    |
|                            | UKIP                                   | Winston McKenzie           | 466                     | 1,15                    |
|                            | Independent People Together            | Neville Watson             | 265                     | 0,65                    |
|                            | Cristiano                              | Abimbola Kadara            | 262                     | 0,64                    |
|                            | Indipendente                           | Sheik Thompson             | 143                     | 0,35                    |
|                            | Indipendente                           | Errol Carr                 | 125                     | 0,31                    |
|                            |                                        |                            |                         |                         |
| Iscritti                   | Iscritti                               | Iscritti                   | 68 834                  | 100,00                  |
| ↳ Votanti (% su iscritti)  | ↳ Votanti (% su iscritti)              | ↳ Votanti (% su iscritti)  | 40 687                  | 59,11                   |
| ↳ Astenuti (% su iscritti) | ↳ Astenuti (% su iscritti)             | ↳ Astenuti (% su iscritti) | 28 147                  | 40,89                   |
|                            |                                        |                            |                         |                         |
|                            | Esito: collegio confermato a Laburista |                            |                         |                         |

### Elezioni negli anni 2000
| Partito                    | Partito                                | Candidato                  | Risultati 5 maggio 2005 | Risultati 5 maggio 2005 |
| Partito                    | Partito                                | Candidato                  | Voti                    | %                       |
| -------------------------- | -------------------------------------- | -------------------------- | ----------------------- | ----------------------- |
|                            | Laburista                              | David Lammy                | 18 343                  | 57,93                   |
|                            | Lib Dem                                | Wayne Hoban                | 5 309                   | 16,77                   |
|                            | Conservatore                           | William F. MacDougall      | 4 278                   | 13,51                   |
|                            | Respect                                | Janet Alder                | 2 014                   | 6,36                    |
|                            | Verdi                                  | Pete H. McAskie            | 1 457                   | 4,60                    |
|                            | Laburista Socialista                   | Jaamit Durrani             | 263                     | 0,83                    |
|                            |                                        |                            |                         |                         |
| Iscritti                   | Iscritti                               | Iscritti                   | 66 238                  | 100,00                  |
| ↳ Votanti (% su iscritti)  | ↳ Votanti (% su iscritti)              | ↳ Votanti (% su iscritti)  | 31 664                  | 47,80                   |
| ↳ Astenuti (% su iscritti) | ↳ Astenuti (% su iscritti)             | ↳ Astenuti (% su iscritti) | 34 574                  | 52,20                   |
|                            |                                        |                            |                         |                         |
|                            | Esito: collegio confermato a Laburista |                            |                         |                         |

| Partito                    | Partito                                | Candidato                  | Risultati 7 giugno 2001 | Risultati 7 giugno 2001 |
| Partito                    | Partito                                | Candidato                  | Voti                    | %                       |
| -------------------------- | -------------------------------------- | -------------------------- | ----------------------- | ----------------------- |
|                            | Laburista                              | David Lammy                | 21 317                  | 67,46                   |
|                            | Conservatore                           | Uma N. Fernandes           | 4 401                   | 13,93                   |
|                            | Lib Dem                                | Meher Khan                 | 3 008                   | 9,52                    |
|                            | Verdi                                  | Peter Budge                | 1 443                   | 4,57                    |
|                            | Alleanza Socialista                    | Weyman Bennett             | 1 162                   | 3,68                    |
|                            | Reform 2000                            | Unver T. Shefki            | 270                     | 0,85                    |
|                            |                                        |                            |                         |                         |
| Iscritti                   | Iscritti                               | Iscritti                   | 65 568                  | 100,00                  |
| ↳ Votanti (% su iscritti)  | ↳ Votanti (% su iscritti)              | ↳ Votanti (% su iscritti)  | 31 601                  | 48,20                   |
| ↳ Astenuti (% su iscritti) | ↳ Astenuti (% su iscritti)             | ↳ Astenuti (% su iscritti) | 33 967                  | 51,80                   |
|                            |                                        |                            |                         |                         |
|                            | Esito: collegio confermato a Laburista |                            |                         |                         |

## Risultati dei referendum

### Referendum sulla permanenza del Regno Unito nell'Unione europea del 2016
|             | Collegio    | Lasciare UE % | Rimanere in UE % |
| ----------- | ----------- | ------------- | ---------------- |
|             | Tottenham   | 23,8%         | 76,2%            |
|             | Inghilterra | 53,3%         | 46,7%            |
| Regno Unito | 51,9%       | 48,1%         |                  |